# 대통령제

국가별 정부 형태
— 대통령제
— 공화제하의 의원내각제
— 군주제하의 의원내각제(군주에게 실권이 거의 없음)
— 군주제하의 의원내각제(군주에게 상당한 실권이 있음)
— 이원집정부제
— 이원집정부제는 아닌, 대통령제와 의원내각제의 절충형
— 전제군주국
— 일당독재국

대통령제(大統領制, 영어: presidential system)는 공화제의 정부 형태 중 하나로, 국가원수인 대통령이 입법부와 독립된 행정적 실권을 가지는 체제이다. 의회가 내각을 해산시킬 수 있는 의원내각제와 달리 정부의 성립과 존속이 의회의 신임 여부와 무관하다. 따라서 정부가 의회에 대하여 책임을 지지 않는 제도이다. 국민에 의해 선출되나, 중대한 법 위반으로 인한 탄핵이 일어나지 않는 한 국민으로부터의 신임을 잃어도 정부는 유지된다.
일반적으로 행정부가 해산되지 않으므로 국정이 일관적·안정적이고 정부수반의 행정적 지도력이 강하게 발휘되나, 군주제와 같이 1명의 개인에게 국가원수의 권한과 정부수반의 권한이 모두 주어지며 임기가 보장되어 있어 과도한 권력 집중이나 독재의 위험성도 있다
단순히 대통령을 국가원수로 두는 체제를 통틀어 가리키는 공화제와는 분리되어 사용되어야 한다.

## 역사
대통령제의 직접적 기원은 미국으로, 미국 헌법의 모태가 된 1787년 필라델피아 헌법회의의 구성원들이 영국 헌정의 부정적 측면에 대한 반성을 바탕으로 발전시킨 정부 형태다. 샤를 루이 드 세콩다 몽테스키외의 권력분립 사상을 충실히 수용하여 탄생하였다.
미국 외에서는 19세기가 되면서, 1819년 그란콜롬비아의 성립을 시작으로 남미 국가에서 대통령제가 시행되었고, 이후 아프리카와 아시아 일부 국가를 중심으로 받아들여졌다.

## 특징
이 대통령이 국가 원수의 권한과 행정부 수반의 권한을 모두 가진다. 반면 내각제는 국가 원수의 권한은 대통령(공화제) 또는 군주(군주제)가 가지고, 행정부 수반의 권한은 총리가 가진다.
대통령제는 정부의 임기(대통령의 임기)가 보장됨이 원칙이다. 따라서 대통령이 무능하거나 국민으로부터 신임을 잃었더라도 대통령을 해임할 방법이 없다. 국가에 따라 대통령에 대한 탄핵제도가 있지만, 보통 중대한 법 위반 행위가 있는 경우 등으로 사유가 제한되어 있다. 반면 내각제는 의회에 내각불신임권이 있어 총리를 언제든지 해임할 수 있다. 그러므로 총리가 설령 중대한 법 위반 행위를 저지르지 않았더라도, 무능하거나 국민으로부터 신임을 잃은 경우에는 의회에 의해 즉각 해임될 수 있다.
대통령제는 의원의 임기도 보장된다. 의회해산권이 인정되지 않기 때문이다.
대통령제는 대선에서의 1등(승자)이 모든 행정 권력을 독식하는 승자독식 구조다. 반면 내각제는 과반 의석을 차지한 정당이 없는 이상, 둘 이상의 정당이 연합하여 연립정부를 구성한다.
대통령제는 입법부와 행정부의 영역이 엄격히 분리되어 있으므로, 정부의 법률안발의권, 각료의 의회 출석권, 각료의 의회에서의 발언권이 인정되지 않는 것이 원칙이다.
내각제는 선거를 통해 국민들로부터 국민의 대표(의원)로 선출된 자만이 내각의 각료(총리 및 각 부 장관)가 될 수 있다. 이는 권력 행사의 민주적 정당성을 위한 것이다. 그리고 각료로 임명되더라도 의원직을 사퇴할 필요는 없다. 반면 대통령제는 대통령을 제외한 각 부 장관은 국민들로부터 선출된 자가 아니어도 된다. 국민들로부터 선출된 자, 즉 의원 중에서 임명할 수도 있지만, 그 경우에는 의원직을 사퇴해야 한다.
내각제에서는 국민에 의한 선거로 구성되는 기관이 의회 뿐이므로 민주적 정당성이 일원화되어 있다. 반면 대통령제는 국민에 의한 선거로 구성되는 기관이 의회와 대통령이므로 민주적 정당성이 이원화되어 있다. 다만 여기서 주의해야 할 것은 대통령제에서의 대통령이 반드시 국민의 직접 선거에 의해서 선출되는 것은 아니라는 점이다. 미국 등에서는 대통령제에서 대통령이 국민의 간접 선거에 의해서 선출되기도 한다.

## 장단점
| - 대통령제에서 대통령은 임기가 보장되어 의회의 신임 여부와 관계없이 재직하므로 정국이 안정되고, 정책을 장기적으로, 그리고 계획적으로 추진할 수 있다. - 국가 원수와 행정부 수반이 동일인이므로, 국가의 두 중요한 권한(국가원수의 권한, 행정부 수반의 권한) 행사에 일관성을 기할 수 있다. - 내각책임제는 극히 예외적인 경우(소수정부)를 제외하고는 여대야소다. - 반면 대통령제는 여대야소와 여소야대 모두 가능한데, 여소야대인 경우엔 의회의 대정부 견제 기능이 충실히 행해질 수 있다. 다만, 이것은 양날의 검으로 작용할 수 있다. - 여소야대인 상황에서 야당이 악의적 국정 발목잡기를 한다면, 대통령의 국정 운영은 매우 힘들어지게 된다. | - 불신임제도의 부재 대통령제는 의회가 불신임권을 갖지 않고, 그 결과 대통령의 임기가 원칙적으로 보장되기 때문에 아무리 대통령이 무능하고 국민으로부터 신임을 잃었더라도 해임할 방법이 없다. 탄핵 제도가 있지만, 탄핵은 대통령에게 중대한 법 위반 사실이 있을 경우에만 가능할 뿐, 단지 무능하다는 등의 이유로는 불가능하다. 반면 내각제는 총리 및 정부가 무능하고 일을 못할 때에는 즉각 해임하고 교체할 수 있다. - 승자독식 구조 대통령제는 승자독식 구조다. 즉, 대통령제는 대선에서의 1등이 모든 행정 권력을 가지는 반면, 2등 이하는 아무런 행정 권력을 갖지 못한다. 따라서 대통령제 하의 정당들에겐 대선에서 1등이 아니면 의미가 없고, 그 결과 정당들 간에 다음 대선 때까지 상대 정당을 무너뜨리기 위해 적대적 극한 대결이 펼쳐지는 경우가 많다. 특히석을 차지하지 않는 한, 승자독식은 일어나지 않는다. 즉, 둘 이상의 정당이 연합하여 과반 의석을 이룬 뒤, 연립 정부를 구성한다. 특히 비례대표제(또는 연동형 비례대표제)로 총선을 치르는 국가인 경우, 단독으로 과반 의석을 차지하는 정당이 나타나기 힘들고 다당제가 정착되기 때문에, 연정은 사실상 필수다. 따라서 내각제는 선거에서 1등을 못 하였더라도 행정 권력을 가질 수 있기 때문에, 대통령제에서와 달리 정당들 간에 적대적 극한 대결은 잘 일어나지 않거나, 일어나도 그 정도가 덜한 편이다. 오히려 연정을 해야 하기 때문에 정당들 간에 상생을 위한 대화와 타협의 분위기가 조성될 가능성이 높다. - 독재자 출현 위험 대통령제는 기본적으로 승자독식구조라는 점, 대통령이 국가 원수의 권한과 행정부 수반의 권한을 모두 가진다는 점에서 대통령 1인에게 권력이 집중되어 있다. 또한 내각불신임권이 없어, 제 아무리 무능하더라도 탄핵 당할 일만 저지르지 않는다면 임기 중 해임될 위험도 없다. 반면 내각제는 둘 이상의 정당 간 연정이 일상화되어 있다는 점, 국가 원수의 권한과 행정부 수반 권한을 각각 다른 사람이 가진다는 점에서 권력 분산적 성격이 있다. 또한 내각제는 내각불신임권이 있어 행정부 수반을 언제든지 해임할 수 있다. 그렇기에 상당수 정치학자들은 대통령제는 막강한 권력을 거머 쥔 무소불위의 독재자를 낳을 위험성이 상대적으로 높고, 실증적으로 보아도 민주정치가 발달하지 못한 후진국이나 개발도상국의 독재자들이 선호했으며, 본질적으로 민주주의와 어울리지 않는 제도라고 평가한다. 실제로 아시아, 아프리카, 남미에 위치한 많은 후진국 또는 개발도상국 지도자들이 대통령제 하의 대통령이 되어 막강한 권력을 휘두르며 독재를 펼쳐왔다. 반면 민주주의가 성숙한 선진국들은 주로 내각책임제나 이원집정부제를 채택한 경우가 많다. 제2공화국 때 잠깐 동안을 제외한 나머지 기간 줄곧 대통령제를 채택해온 대한민국도 오랫동안 독재 정권 하에 있었다. 6.25 당시 이승만 전 대통령은 발췌 개헌을 통해 장기 독재의 길을 연 바 있고, 박정희 전 대통령은 쿠데타를 일으켜 당시의 내각책임제 헌법을 대통령제로 바꾸고 장기 독재를 했으며, 전두환, 윤석열 전 대통령도 막강한 대통령 권한을 휘두르며 억압적인 정치를 했다. 한편 대한민국처럼 대통령이 여당의 실권자로서 국회의원 공천에 영향을 미치는 현실에서는 의회조차도 대통령의 거수기 역할로 전락하기 십상이며, 그 결과 대통령을 정점으로 하는 행정부에 의한 독재가 시행되기 쉽다. 이러한 비민주적인 대통령제의 운영방식은 거의 대부분의 후진국에서 독재의 수단으로 사용되며, 대한민국도 문민 정부 이후 민주화가 된 상태에서도 이런 식의 정국 운영이 지속되어 사실상 대통령을 정점으로 하는 행정부의 독재가 지속되고 있다. 이따금씩 의회 내부에서 자성의 목소리로 이런 제왕적 대통령제를 폐지하고 내각책임제로의 개헌을 주장하는 목소리도 있으나 행정부의 합법적 독재라는 권력의 달콤함 때문에 번번이 좌절되었다. 대통령제에서 대통령의 권한은 특히 비상시에 매우 커지는데, 국가 비상사태를 빌미로 반민주적이고 반인권적인 법안이 대통령의 독단적 의사로 입안되어 시행되기도 한다. 그리고 대통령은 국민의 대표인 의회와는 별도의 선거로 선출되기 때문에 행정부와 의회가 대립할 경우 정국이 마비사태에 빠지게 된다. 또한 각 부의 장관을 포함한 대통령이 임명하는 공무원은 국민이 아니라 인사권자인 대통령의 의사에 따라 움직이므로 행정부 내부가 윤석열 정부와 같이 비민주적인 행태로 운영될 소지가 있다. |

### 분점정부
대통령제는 여대야소, 여소야대 어느 경우도 발생할 수 있는데, 대통령제에서 여소야대인 상황을 분점정부라고 한다. 만약 분점정부가 되면 대통령의 국정 수행이 여의치 않은 상황에 처한다. 즉, 대통령이 추진하는 정책에 대한 입법적 뒷받침이나 예산안에 대한 통과가 원하는 대로 되지 않고, 야당의 반대에 의해 좌초되기 십상이다. 특히 야당이 악의적으로 국정 발목잡기를 하면 대통령의 국정 운영은 더욱 힘들어진다. 반면 내각제는 과반 의석을 차지한 세력이 집권하므로 여대야소일 수 밖에 없고, 따라서 야당의 악의적인 국정 방해는 사실상 불가능하다.

## 유형

### 미국식 대통령제
엄격한 삼권분립에 입각한 고전적인 대통령제의 형태다. 각 부 장관은 오로지 대통령에게만 책임을 지고, 내각은 대통령의 자문기관에 불과하고, 부서(副署) 제도는 존재하지 않는다. 대통령 및 각 부 장관은 의원직을 겸할 수 없고, 대통령은 입법에 관여할 수 없으나, 법률안 거부권은 갖는다.
한편 미국식 대통령제는 의회의 집행부 통제력의 강약에 따라, 의회에 대한 집행부 우위의 해밀턴(Hamilton)형, 집행부에 대한 의회 우위의 매디슨(Madison)형, 양자가 대등한 지위를 가지는 제퍼슨(Jefferson)형으로 분류된다.

### 이원집정부제(반대통령제)
이원집정부제(반(半)대통령제)라 함은 대통령제에 내각책임제적 요소를 도입한 형태를 가리킨다. 보통 의회와 독립적인 대통령과 의회에 책임을 지는 총리가 동시에 있는 체제를 가리킨다. 프랑스 등이 대표적 사례이다.

### 제왕적 대통령제
제왕적 대통령제 또는 신대통령제(hyper-presidentialism)는 대통령이 의회나 사법부에 대하여 절대적 우월한 지위에 있고, 전제군주제에서의 국가원수(제왕)의 권한에 버금가는 권력을 가진 경우의 대통령제를 가리키는 분류로, 정부 구조에서부터 구분되는 명확한 개념은 아니다.
역사적으로 나세르(Nasser)의 이집트 헌법, 마르코스(Marcos)의 필리핀 헌법, 유신헌법에서 그 특징이 확실히 드러난다. 관점에 따라 현대의 대한민국 역시 제왕적 대통령제의 특성이 잔존한다고 평가된다.

## 같이 보기
- 대통령
- 대통령궁 목록
- 내각책임제
- 이원집정부제